# Şamil Ertuqanov
Şamil Ertuqanov (ur. 7 lutego 1992) – azerski zapaśnik walczący w stylu klasycznym. Dziewiąty w Pucharze Świata w 2013. Brązowy medalista na mistrzostwach Europy juniorów w 2012 roku.